# Nina Poznanskaja
Nina Vasiljevna Poznanskaja (Russisch: Нина Васильевна Познанская) (Leningrad, 15 september 1932), is een voormalig basketbalspeelster die uitkwam voor het nationale team van de Sovjet-Unie. Ze werd Meester in de sport van de Sovjet Unie in 1960 en kreeg het Ereteken van de Sovjet-Unie.

## Carrière
Poznanskaja begon haar carrière in 1951 bij Spartak Leningrad. In 1954 stapte ze over naar Iskra Leningrad. In 1956 verhuisde ze naar SKA Leningrad. Ze werd met SKA twee keer tweede om het landskampioenschap van de Sovjet-Unie in 1961 en 1962. Ook werd ze drie keer derde met SKA in 1960, 1964 en 1965. Met SKA verloor Poznanskaja de FIBA Women's European Champions Cup in 1962. Deze verloren ze van TTT Riga uit de Sovjet-Unie over twee wedstrijden met een totaalscore van 82-103. In 1956 en 1959 werd ze derde en in 1963 tweede met RSFSR Leningrad om de Spartakiad van de volkeren van de USSR. In 1970 stopte ze met basketbal.
Met het nationale team van de Sovjet-Unie won Poznanskaja goud in 1959, 1964 en 1967 en zilver in 1957 op het Wereldkampioenschap en vijf keer goud op het Europees Kampioenschap in 1956, 1960, 1962, 1964 en 1966.

## Nina Poznanskaja's invloed op het veranderen van de basketbalregels
In de FIBA Women's European Champions Cup van 1962 ontmoette SKA Leningrad Academicki Warschau in de 1/8 finales. De eerste wedstrijd, die plaatsvond in Leningrad, werd gewonnen door het legerteam (62-56). Volgens het wedstrijdreglement dat op dat moment bestond, wordt er in elke wedstrijd (ongeacht de eerste of tweede) een extra vijf minuten toegekend als er in de reguliere speeltijd een gelijkspel wordt genoteerd. En in de terugwedstrijd in Warschau, 14 seconden voor tijd, was de stand 70-70. SKA-coach Vladimir Zjeldin neemt een time-out. Uit angst dat de Polen in de extra periode druk op zijn team zouden kunnen uitoefenen en meer dan zes punten zouden kunnen scoren, geeft Zjeldin Poznanskaja de opdracht haar eigen ring aan te vallen. Nadat de bal in het spel is gebracht, gaat deze naar Poznanskaja, die in plaats van aan te vallen de bal naar haar ring brengt. Poznanskaja naderde haar 'basket' en gooide de bal, maar miste hem, pakte hem weer op en gooide hem. De bal rolde rond de ring en valt (70-72). Op dit moment keken de spelers van beide teams kalm naar wat er op het veld gebeurde. Na de wedstrijd werd SKA uitgejouwd door lokale fans. "Academicki" diende een protest in bij de FIBA, maar dit werd afgewezen. Na dit incident werd een clausule in de regels opgenomen die het aanvallen van de ring verbood, en werd er een wijziging aangebracht in het wedstrijdreglement: als de terugwedstrijd in gelijkspel eindigt, is de winnaar van het paar degene die de eerste wedstrijd heeft gewonnen.
Het is vermeldenswaard dat Nina Poznanskaja, de dag vóór deze gebeurtenissen, deze optie voor de ontwikkeling van het spel zelf gekscherend voorstelde.

## Privé
De kleindochter van Nina Poznanskaja, Tatjana Abrikosova, volgde in de voetsporen van haar grootmoeder. Zij werd kampioen op het Europees Jeugdkampioenschap (2008), winnaar van de EuroCup Women in 2012/13 en 2013/14 met Dinamo Moskou en won een zilveren medaille op de Universiade van 2013.

## Erelijst
- Landskampioen Sovjet-Unie:
  - Tweede: 1961, 1962, 1963
  - Derde: 1956, 1959, 1960, 1964, 1965
- FIBA Women's European Champions Cup:
  - Runner-up: 1962
- Wereldkampioenschap: 3
  - Goud: 1959, 1964, 1967
  - Zilver: 1957
- Europees Kampioenschap: 5
  - Goud: 1956, 1960, 1962, 1964, 1966